# Vladimir Arsenijević
Vladimir Arsenijević (1965) és un novel·lista, columnista, traductor, editor, músic, i editor serbi. Viu i treballa a Belgrad. Escriptor i editor, es fa conèixer el 1994 amb la novel·la Entre líneas, guardonada amb el prestigiós Premi NIN a la millor novel·la de l'any a Iugoslàvia i traduïda a una vintena d'idiomes. El llibre se centra en les conseqüències de la guerra a l'antiga Iugoslàvia i suposa l'inici de la tetralogia Cloaca màxima, la segona entrega de la qual arriba el 1997 amb el títol d'Andjela. Ha publicat també Mexico. Ratni dnevnik (2000, Mèxic. Diari de guerra) i Ishmail, novel·la gràfica elaborada amb el dibuixant Aleksandar Zograf. Viu a Belgrad, on treballa com a editor en cap de l'editorial Rende.

## Obres publicades
- U potpalublju (1994)
- Anđela (1997)
- Meksiko - ratni dnevnik (2000)
- Išmail (with Aleksandar Zograf, 2004)
- Predator (2008)
- Jugolaboratorija (2009)
- Minut, put oko sveta za 60 sekundi (with Valentina Broštean, 2011)
- Let (2013)
- Ovo nije veselo mesto (2014)